# Anthaxia coelestis
Anthaxia coelestis es una especie de escarabajo del género Anthaxia, familia Buprestidae. Fue descrita científicamente por Théry en 1947.